# Nevşehirli Damat Ibrahim Pasha
Nevşehirli Damat Ibrahim Pasha (en turco otomano: نوشہرلی داماد ابراہیم پاشا‎; c. 1662 - 1 de octubre de  1730) fue el Gran Visir del Sultán Ahmed III del Imperio otomano durante la Era de los tulipanes. También era cabeza de una familia gobernante que tenía gran influencia en la corte de Ahmed III. El epíteto "Nevşehirli" (que significa "de Nevşehir") se utiliza para distinguir a este Gran Visir de otro, Damat Ibrahim Pachá (fallecido en 1601).

## Primeros años
Nació en Nevşehir (antes Muşkara) en 1662, hijo de Sipahi Ali Aga, voivoda de Izdin, y Fatma Hanım.  En 1689 fue a Estambul, a ver a sus parientes y a buscar trabajo.

## Logros
Las habilidades de Ibrahim, que dirigió el gobierno de 1718 a 1730, preservaron una inusual paz interna en el imperio, aunque las provincias fronterizas fueron a menudo escenario de desórdenes y revueltas. Este fue el caso repetidamente en el Eyalato de Egipto y Arabia, y aún más frecuentemente en los distritos al norte y al este del Mar Negro, especialmente entre las feroces tribus  Noghai del Kuban. La situación de los países situados entre el Mar Negro y el Mar Caspio se volvió aún más inestable debido a las pretensiones rivales del Rusia y la Sublime Puerta; fue difícil definir una frontera entre los dos imperios en cumplimiento del tratado de partición de 1723. 
El periodo de los tulipanes, llamado "Lâle Devri" (la época de los tulipanes), fue una época de extravagantes fiestas en jardines y suntuosos espectáculos. En 1730, cuando Tahmasp II de Safavid atacó las posesiones otomanas, a los dirigentes del imperio les pilló desprevenidos. Enfurecidos por la aparente indiferencia del pachá Ibrahim hacia los asuntos de Estado y por la vida de lujo desmesurado del sultán - "que resultaba aún más desagradable para sus súbditos por su ligero sabor europeo"- y por su vacilación a la hora de aceptar el desafío safávida, el pueblo y las tropas de Constantinopla se rebelaron. Estaban dirigidos por Patrona Halil, un ex-jansario de Macedonia. Ahmed III sacrificó a Ibrahim y a otros visires a la turba para salvarse.
El sultán Ahmed III no dejó a su lado a İbrâhim Efendi.  Se promocionó rápidamente y llevó rickah-i humayun al gobernador del distrito con su esposa.  Así, İbrâhim Pasha, que era damâd-i nocturno, permaneció con el sultán en Estambul como gobernador del distrito con el rango de segundo visir durante las campañas austriacas (1717-1718).  Mientras tanto, la firmeza no aceptaba ofertas; declinó dirigir el gobierno de un estado en guerra.  Durante la reunión del armisticio que pondría fin a la guerra con Austria y Venecia, aceptó la oferta de Ahmed de gran visir.  A diferencia de los otros grandes visires, Ahmed regaló al novio de su hija el sello de esmeralda de la Tuğra, que utilizó, como "sello de humor". 
İbrâhim Pasha discutió primero las conversaciones de paz con Austria que pondrán fin a la guerra.  Escribió una carta al solicitante austriaco sobre la paz; También envió instrucciones a los delegados otomanos.  Dejó el ejército y abandonó Edirne para estar preparado ante la posibilidad de que las conversaciones de paz no dieran resultado.  Permaneció en Sofía hasta obtener el resultado de la paz.  Mientras tanto, Austria agravó las condiciones de paz y los delegados turcos fueron maltratados y las reuniones intermedias fueron interrumpidas.  Sin embargo, a través de los embajadores del Reino Unido y los Países Bajos.  Según este tratado, Pequeña Valaquia, Timişoara, Belgrado, Serbia del Norte quedaron en manos de Austria.  Mora fue tomada de los venecianos y devuelta al Estado otomano. 

## Carta de Farrukhsiyar
El emperador mogol Farrukhsiyar, bisnieto de Aurangzeb, también es conocido por haber enviado una carta al Otomanos que fue recibida por el Gran Visir Ibrahim Pasha, proporcionándole una descripción gráfica informándole de los esfuerzos del comandante Mogol Syed Hassan Ali Khan Barha contra la rebelión Rajput y Maratha. 

## Matrimonio y descendencia
Ibrahim Pachá se casó con la hija del sultán, Fatma Sultan, en 1717, cuando la princesa tenía catorce años e Ibrahim cincuenta. Este matrimonio en la dinastía otomana le valió el epíteto de "Damat" (Turco: novio, yerno). Antes, tuvo otra esposa, de la que se divorció para casarse con Fatma. Tuvieron al menos un hijo, Nevşehirli Mehmed Bey, que se casó con Atike Sultan, hermanastra de Fatma.
Ibrahim y Fatma tuvieron dos hijos y dos hijas:
- Sultanzade Mehmed Paşah (¿1718? - 16 de junio de 1778)
- Sultanzade Genç Mehmed Bey (marzo de 1723 - 1737)
- Fatma Hanımsultan (? - 1765). Tuvo un hijo, Mehmed Bey, que se casó con su prima Hatice Hanımsultan, hija de Saliha Sultan.
- Heybetullah Hanımsultan (? - 1774)

## Carácter
İbrâhim Pachá fue un hombre resistente, generoso, modesto, previsor, partidario de la innovación y un hombre de grandeza.  Es reconocido por los eruditos, poetas y artesanos de su época.  Protegía tanto a sus parientes que intentaba alejar del centro a quienes consideraba rivales.  Era aficionado a la historia y a las bellas artes.  También había aprendido del pintor Ömer Efendi. 
Las traducciones realizadas por Yanyalı Esad Efendi de Aristóteles están dedicadas a İbrâhim Pachá.  Durante el período de su tradición se estableció en Estambul en 1725 una delegación de treinta y dos personas formada por eruditos y escribas, que puede considerarse como la academia de la época. 

## Arquitectura

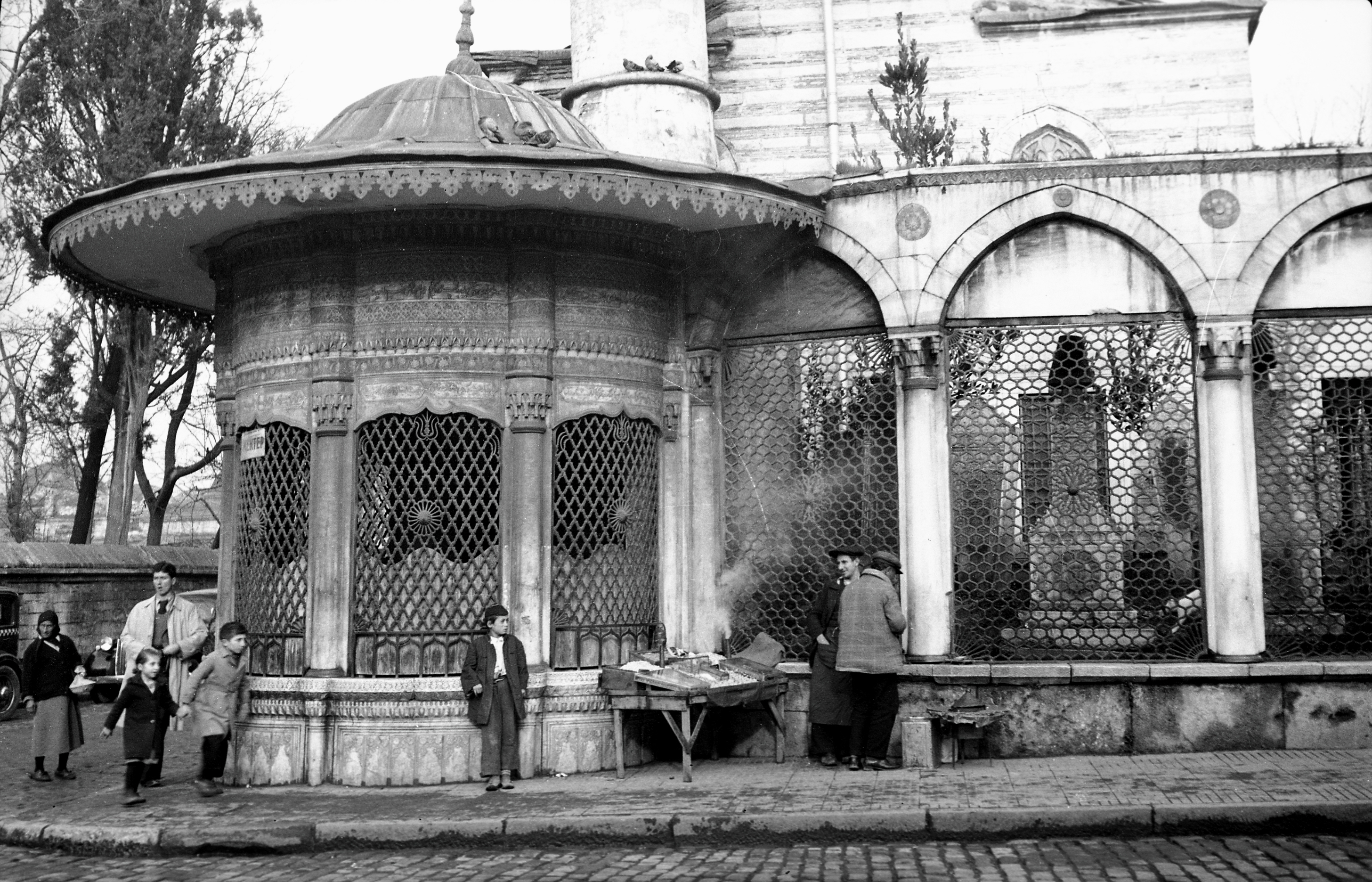
Complejo Ibrahim Pasha

Ibrâhim Pasha dejó muchas obras de caridad.  Las más importantes son la mezquita, madrasa, aula, escuela, fuente, fuente, baño público, posada y baño doble en Nevşehir, y la Dardanhadis Masjid, la fuente, la fuente, la biblioteca y la fuente de sus ingresos, construida junto con su esposa Fatma Sultan en Şehzadebaşı. Masjid. 
Aparte de éstas, una mezquita en Sâdâbâd, una mansión junto a Beşiktaş Mevlevi en la zona de Çırağan en Beşiktaş, junto a la mezquita de Orta en Yeniodalar en Estambul y en Sultanahmet y Yalıköy, en Kuruçeşme, y en Bahariye.  Además, había fuentes, fuentes públicas y estanques alrededor de Mîrâhur Köşkü y Eyüp, en Şemsipaşa en Üsküdar, alrededor de la mezquita de Malatyalı en Üsküdar, cerca de la mezquita de Çubuklu y la fuente Mesire en Feyzâbâd.  Había unas diez fuentes en Ürgüp y un bazar conocido como el Bazar Egipcio junto al mar en Izmir.  También había viñedos y jardines fundacionales en Antalya, Rumelia e Islas. 
Este complejo de Nevşehirli Damad İbrâhim Pasha es una obra arquitectónica que debe conservarse cuidadosamente y mantenerse viva sin perder su integridad, así como la importancia de la persona que lo construyó en la calle principal más transitada de la ciudad. También es una de las últimas estructuras del periodo clásico del arte turco entre los pequeños complejos. Además, la disposición en planta del complejo formado por mezquita, biblioteca, madrasa, fuente y bazar es un ejemplo extremadamente armonioso y logrado, sin ningún otro equivalente. 

## Muerte
El 1 de octubre de 1730 el cuerpo de İbrâhim Pasha, asesinado por la mañana, fue entregado a los soldados con los cadáveres de sus novios.  El cuerpo de İbrâhim Pasha fue paseado por las calles de Estambul y destrozado tras varios insultos en la plaza de Sultanahmet. 